# Asplenium azomanes
Asplenium trichomanes
subsp. coriaceifolium là một loài dương xỉ trong họ Aspleniaceae. Loài này được Rossello, Cubas & Rebassa mô tả khoa học đầu tiên năm 1991.
Danh pháp khoa học của loài này chưa được làm sáng tỏ. 

## Hình ảnh

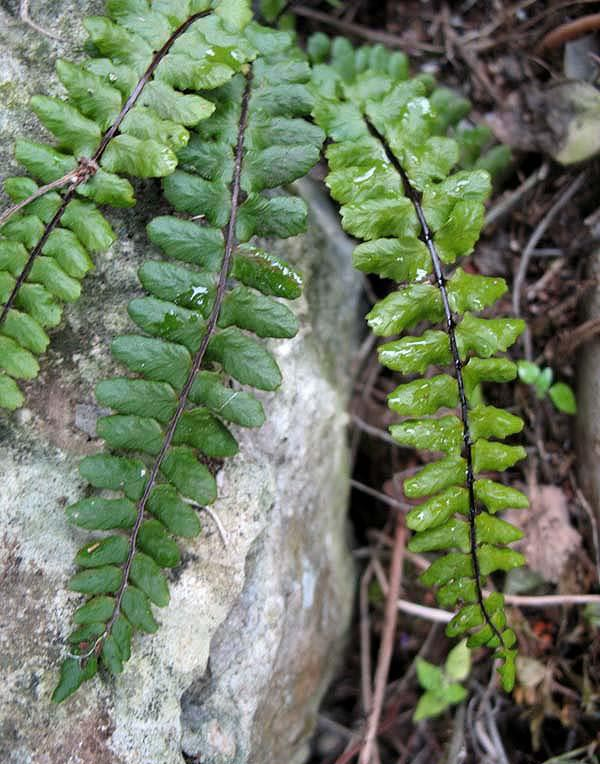